# Oostenrijkse Volkspartij
De Oostenrijkse Volkspartij (Österreichische Volkspartei, afgekort ÖVP) is een Oostenrijkse politieke partij. De partij werd onmiddellijk na het herstellen van de Federale Republiek Oostenrijk in 1945 opgericht en is sindsdien een belangrijke speler in de Oostenrijkse politiek. Vanaf de beginjaren was de partij bekend onder de kleur zwart, maar sinds 2017 is de nieuwe huisstijl van de ÖVP turquoise (türkis).

## Platform
Met betrekking tot de sociale politiek is de ÖVP een klassieke conservatieve beweging, die staat voor eerbied voor traditie en stabiliteit van de sociale orde. De ÖVP heeft zich in het verleden vooral geprofileerd als een katholieke en anti-socialistische partij.
Met betrekking tot economisch beleid bepleit de ÖVP een koers die waarschijnlijk het beste als neoliberalisme kan wordt beschreven. De partij onderschrijft de vermindering van een uitgebreide collectieve sector, welzijnshervormingen en algemene deregulering. Met betrekking tot buitenlandse zaken steunt ze Europese integratie.
De positie van de Oostenrijkse Volkspartij binnen het traditionele politieke spectrum is moeilijk vast te stellen. Enerzijds zijn de standpunten van de partij met betrekking tot het economisch beleid enigszins liberaal te noemen als ze gezien worden in de context van het politieke landschap van Europa. Tevens zijn de standpunten over sociale kwesties als rechts aan te merken in de context van het politieke landschap van bijna iedere westerse democratie. Anderzijds zijn de standpunten met betrekking tot het economisch beleid dichter verwant aan de klassieke sociaaldemocratie dan aan die van het klassieke kapitalisme. De partij bepleit onmiskenbaar meer economische interventie dan de meeste partijen in Europa.

### Standpunten 2019
De volgende standpunten werden door ÖVP ingenomen in aanloop naar de parlementsverkiezingen van 2019:
| Standpunt                                                    | Standpunt |
| ------------------------------------------------------------ | --------- |
| Invoeren van een basisinkomen                                |           |
| Werkweek verkorten naar 30 uur                               |           |
| Verlaging bedrijfsbelasting                                  |           |
| Verhoging pensioenleeftijd                                   |           |
| Invoeren van algemene studiekosten                           |           |
| Vrouwenquote van 50% voor kandidatenlijsten bij verkiezingen |           |
| Vergoeding van abortussen door de verzekering                |           |
| Werkvergunning voor asielzoekers                             |           |
| Terugsturen van vreemdelingen die een misdrijf plegen        |           |
| Partijfinancieringen controleren en eventueel bestraffen     |           |
| Belasting op radio en televisie afschaffen                   |           |
| Verplichte vaccinatie voor kinderziektes                     |           |
| Invoeren statiegeld op drankverpakkingen                     |           |
| Invoeren CO2-belasting                                       |           |
| Bron: Wahlkabine                                             |           |

## Demografie
De Oostenrijkse Volkspartij is hoofdzakelijk populair onder de Oostenrijkse middenklasse, grote en kleine bedrijfseigenaars en landbouwers. In het bijzonder wordt de partij gesteund door een meerderheid van de ambtenaren in Oostenrijk, een opmerkelijk grote en invloedrijke groep. Dit is toe te schrijven aan de grootte en het werkingsgebied van de overheidsbureaucratie van Oostenrijk. Gemiddeld zijn de aanhangers van de ÖVP redelijk hoog opgeleid en relatief rijk. Volgens een aantal recente openbare opinieonderzoeken geniet de ÖVP een groeiende populariteit bij jongere kiezers.

## Geschiedenis
De Oostenrijkse Volkspartij is de opvolger van de Christelijke Sociale Partij, een conservatieve beweging die in 1893 door Karl Lueger, burgemeester van Wenen en hoogst controversiële rechtse populist, wordt opgericht. In haar huidige vorm werd de Oostenrijkse Volkspartij onmiddellijk na de restauratie van de onafhankelijkheid van Oostenrijk in 1945 opgericht; ze wordt sindsdien vertegenwoordigd in de beide kamers van het Oostenrijkse parlement (de Nationale Raad en de Bondsraad). Qua aantal zetels in het federale parlement is de ÖVP constant de grootste of op een na grootste partij geweest. De partij is, op de periode 1970–1986 na, altijd vertegenwoordigd geweest in de Oostenrijkse bondsregeringen en leverde vaak de bondskanselier. Daarnaast zetelt de ÖVP sinds 1945 ook in de parlementen van de negen Oostenrijkse deelstaten.

### Samenwerking met de FPÖ (2000–2006)
Na de Oostenrijkse verkiezingen van 1999 vormde de ÖVP in 2000 een coalitieregering met de rechtse populistische FPÖ van Jörg Haider. Dit veroorzaakte wijdverspreide verontwaardiging in Europa, en veertien leden van de Europese Unie legden informele diplomatieke sancties tegen het federale beleid van Oostenrijk op. Een paar later maanden werden deze sancties opgeheven als resultaat van een onderzoek door drie vroegere Europese eerste ministers, de zogenaamde "drie wijze mannen". In november 2002 resulteerden de algemene verkiezingen in een monsteroverwinning (42,27% van de stemmen) voor de Volkspartij onder de leiding van bondskanselier Wolfgang Schüssel. De Vrijheidspartij van Haider, die in 1999 nog iets groter was dan de partij van Schüssel, werd gedegradeerd tot 10,16% van de stemmen. Bij de verkiezingen van 1 oktober 2006 daalde dit tot 34,2%, waardoor de ÖVP haar status als grootste partij verloor.

### Federale verkiezingen 2008
De parlementsverkiezingen in september 2008 werden uitgeschreven nadat ÖVP-leider Wilhelm Molterer op 7 juli met zijn partij uit de regering stapte vanwege de onenigheid tussen conservatieven en sociaaldemocraten over de EU-politiek van de regering. Hij had geen vertrouwen meer in de "grote coalitie" van conservatieven en sociaaldemocraten. "Het is genoeg", zo verklaarde Molterer volgens Oostenrijkse media. Hij zei te zullen aandringen op vervroegde verkiezingen. De sociaaldemocraten gingen kort hierna akkoord om vervroegde verkiezingen te organiseren. Parlementsvoorzitter Barbara Prammer (SPÖ) bevestigde dat haar partij een parlementair initiatief om nieuwe verkiezingen te organiseren zou steunen.
Nadat de stemmen werden geteld, bleek dat de rechtse partijen veel stemmen hadden gewonnen. De grootste partij bleef volgens de prognoses de sociaaldemocratische SPÖ, al kwam die uit op 29 procent, tegen 35 procent twee jaar ervoor. De christendemocratische ÖVP ging omlaag van 34 naar 25 procent, het slechtste resultaat in de partijgeschiedenis. Voor het eerst in de geschiedenis van Europa mochten ook 16- en 17-jarigen hun stem uitbrengen. ÖVP-leider Molterer noemde de nederlaag volgens persbureau AP "zeer pijnlijk" en "zeer dramatisch".
Op 29 september trad Molterer af als partijleider, en werd opgevolgd door Josef Pröll, demissionair minister van Land- en Bosbouw en Milieu. Pröll kreeg van de partijleiding "de vrije hand" om de ÖVP uit de misère te halen. Over andere personele wisselingen aan de top van de partij liet hij zich tijdens een persconferentie na zijn benoeming tot partijleider niet uit. Na het debacle bij de verkiezingen werd in de partij ook druk gespeculeerd over de posities van fractieleider en oud-kanselier Wolfgang Schüssel en partijsecretaris Hannes Missethon. Pröll liet zich evenmin uit over de opstelling van de ÖVP in de gestarte besprekingen over de vorming van een nieuwe regering. Die stond onder leiding van SPÖ'er Werner Faymann. Diens voorkeur ging uit naar hernieuwde samenwerking met de conservatieven. Dit kabinet kreeg de naam Kabinet-Faymann I.

### Regeringsdeelnames (2013–2024)
Na het kabinet-Faymann I kwam er in 2013 eenzelfde coalitie van sociaaldemocraten en conservatieven, opnieuw geleid door de sociaaldemocraat Faymann (Kabinet-Faymann II). Deze regering viel nadat de kandidaat van de SPÖ, Rudolf Hundstorfer, bij de presidentsverkiezingen van 2016 de tweede ronde niet haalde. Hierop trad Faymann op 9 mei 2016 af als bondskanselier. De coalitie werd wel voortgezet onder bondskanselier Christian Kern, eveneens van de SPÖ. Nadat ÖVP-leider Reinhold Mittlerlehner zich verrassend terugtrok uit de coalitie, viel het kabinet snel. In oktober 2017 kwamen er nieuwe verkiezingen en nu werd de ÖVP onder leiding van de nieuwe - en jonge - leider Sebastian Kurz de grootste partij van Oostenrijk. Het ging in zee met de rechts-populistische FPÖ. De regering stond bekend onder de naam Kabinet-Kurz I, maar in 2019 kwam dit kabinet ten val door de zogenaamde Ibiza-gate: "Genoeg is genoeg."
De verkiezingen van 29 september 2019 zorgden voor winst van de ÖVP en van de Groenen, die na twee jaar afwezigheid weer terugkeerden in het parlement. Ondanks de ideologische verschillen tussen de twee partijen lukte het vrij snel om een nieuwe regering te vormen. Het was de eerste keer in de Oostenrijkse geschiedenis dat de ÖVP en de Groenen samen een coalitie vormden. Het kabinet trad aan op 7 januari 2020 en was het tweede kabinet onder leiding van Kurz. Vanwege de kleuren van de ÖVP (turquoise) en de Groenen wordt de coalitie ook wel aangeduid met de kleurencombinatie turquoise-groen (türkis-grün). In oktober 2021 trad Kurz wegens een schandaal voortijdig af, waarna zijn kabinet een doorstart maakte met Alexander Schallenberg als de nieuwe bondskanselier (het kabinet-Schallenberg).
De ÖVP moest door het vertrek van Kurz op zoek naar een nieuwe partijleider. Schallenberg, die zelf niet de ambitie had om deze taak op zich te nemen, verklaarde het bondskanselierschap aan de nieuwe partijleider te zullen overdragen. Op 3 december 2021 werd minister van Binnenlandse Zaken Karl Nehammer door de partijleiding naar voren geschoven voor de functie. Op 6 december, slechts zeven weken na zijn beëdiging als bondskanselier, trad Schallenberg terug ten gunste van Nehammer.

### Ontwikkelingen sinds 2024
Na de Oostenrijkse parlementsverkiezingen 2024 werd voor het eerst de FPÖ de grootste partij in Oostenrijk, maar Bondspresident Alexander Van der Bellen gaf aan de ÖVP de opdracht om een regering te vormen. Onderhandelingen met de SPÖ en NEOS liepen aanvankelijk echter op niets uit. Daarna kreeg de FPÖ alsnog de mogelijkheid om een coalitie te vormen, maar probeerde dit tevergeefs met de ÖVP. Daarna kregen de christendemocraten opnieuw de kans om een regering te vormen en dit keer lukte het wel met de sociaaldemocraten en de liberalen. Daarmee ontstond voor het eerst in de Oostenrijkse geschiedenis een driepartijencoalitie op landelijk niveau. De coalitie is een klassieke tripartite, maar wordt in het Alpenland ook wel Zuckerl-Koalition (snoepgoedcoalitie) genoemd. Bondskanselier werd Christian Stocker, tevens de opvolger van Nehammer als leider van de ÖVP.

## Bondsvoorzitters van de ÖVP
| Afbeelding | Persoon                       | Periode    |
| ---------- | ----------------------------- | ---------- |
|            | Leopold Figl (1902–1965)      | 1945–1952  |
|            | Julius Raab (1891–1964)       | 1952–1960  |
|            | Alfons Gorbach (1898–1972)    | 1960–1963  |
|            | Josef Klaus (1910–2001)       | 1963–1970  |
|            | Hermann Withalm (1912–2003)   | 1970–1971  |
|            | Karl Schleinzer (1924–1975)   | 1971–1975  |
|            | Josef Taus (*1933)            | 1975–1979  |
|            | Alois Mock (*1934)            | 1979–1989  |
|            | Josef Riegler (*1938)         | 1989–1991  |
|            | Erhard Busek (*1941)          | 1991–1995  |
|            | Wolfgang Schüssel (*1945)     | 1995–2007  |
|            | Wilhelm Molterer (*1955)      | 2007–2008  |
|            | Josef Pröll (*1968)           | 2008–2011  |
|            | Michael Spindelegger (*1959)  | 2011–2014  |
|            | Reinhold Mitterlehner (*1955) | 2014–2017  |
|            | Sebastian Kurz (*1986)        | 2017–2021  |
|            | Karl Nehammer (*1972)         | 2021–2025  |
|            | Christian Stocker (*1960)     | sinds 2025 |

## Bondspresidenten namens de ÖVP
De volgende ÖVP-politici hebben gediend als bondspresident van Oostenrijk:
| Afbeelding | Persoon                    | Periode                   | Opmerking                                                              |
| ---------- | -------------------------- | ------------------------- | ---------------------------------------------------------------------- |
|            | Kurt Waldheim (1918–2007)  | 8 juli 1986 – 8 juli 1992 | Verdacht van (betrokkenheid bij) oorlogsmisdaden in W.O. II            |
|            | Thomas Klestil (1932–2004) | 8 juli 1992 – 6 juli 2004 | Overleden twee dagen voor het verstrijken van zijn tweede ambtstermijn |

## Bondskanseliers namens de ÖVP
De volgende ÖVP-politici hebben gediend als bondskanselier van Oostenrijk:
| Afbeelding | Persoon                        | Periode                            | Kabinet(ten) |
| ---------- | ------------------------------ | ---------------------------------- | --- |
|            | Leopold Figl (1902–1965)       | 20 december 1945 – 2 april 1953    | Figl I (20 dec 1945 – 8 nov 1949) Figl II (8 nov 1949 – 28 okt 1952) Figl III (28 okt 1952 – 2 apr 1953)                                         |
|            | Julius Raab (1891–1964)        | 2 april 1953 – 11 april 1961       | Raab I (2 apr 1953 – 29 juni 1956) Raab II (29 juni 1956 – 16 juli 1959) Raab III (16 juli 1959 – 3 nov 1960) Raab IV (3 nov 1960 – 11 apr 1961) |
|            | Alfons Gorbach (1898–1972)     | 11 april 1961 – 2 april 1964       | Gorbach I (11 apr 1961 – 27 mrt 1963) Gorbach II (27 mrt 1963 – 2 apr 1964)                                                                      |
|            | Josef Klaus (1910–2001)        | 2 april 1964 – 21 april 1970       | Klaus I (2 apr 1964 – 19 apr 1966) Klaus II (19 apr 1966 – 21 apr 1970)                                                                          |
|            | Wolfgang Schüssel (*1945)      | 4 februari 2000 – 11 februari 2007 | Schüssel I (4 febr 2000 – 28 febr 2003) Schüssel II (28 jan 2003 – 11 febr 2007)                                                                 |
|            | Sebastian Kurz (*1986)         | 18 december 2017 – 28 mei 2019     | Kurz I |
|            | Hartwig Löger (*1965)          | 28 mei 2019 – 3 juni 2019          | Waarnemend bondskanselier |
|            | Sebastian Kurz (*1986)         | 7 januari 2020 – 11 oktober 2021   | Kurz II |
|            | Alexander Schallenberg (*1969) | 11 oktober 2021 – 6 december 2021  | Schallenberg |
|            | Karl Nehammer (*1972)          | 6 december 2021 – 10 januari 2025  | Nehammer |
|            | Alexander Schallenberg (*1969) | 10 januari 2025 – 3 maart 2025     | Waarnemend bondskanselier |
|            | Christian Stocker (*1960)      | sinds 3 maart 2025                 | Stocker |

## Verkiezingsuitslagen 1945-heden

### Nationale Raad
De ÖVP behaalde de volgende resultaten bij de verkiezingen voor de Nationale Raad:
| Verkiezingen | Partijleider         | Stemmen   | %          | Zetels   | +/–   | Rol                                |
| ------------ | -------------------- | --------- | ---------- | -------- | ----- | ---------------------------------- |
| 1945         | Leopold Figl         | 1.602.227 | 49,80 (#1) | 85 / 165 | Nieuw | coalitieregering (met SPÖ en KPÖ)  |
| 1949         | Leopold Figl         | 1.846.581 | 44,03 (#1) | 77 / 165 | 8     | coalitieregering (met SPÖ)         |
| 1953         | Leopold Figl         | 1.781.777 | 41,26 (#2) | 74 / 165 | 3     | coalitieregering (met SPÖ)         |
| 1956         | Julius Raab          | 1.999.986 | 45,96 (#1) | 82 / 165 | 8     | coalitieregering (met SPÖ)         |
| 1959         | Julius Raab          | 1.928.043 | 44,19 (#2) | 79 / 165 | 3     | coalitieregering (met SPÖ)         |
| 1962         | Alfons Gorbach       | 2.024.501 | 45,43 (#1) | 81 / 165 | 2     | coalitieregering (met SPÖ)         |
| 1966         | Josef Klaus          | 2.191.109 | 48,35 (#1) | 85 / 165 | 4     | eenpartijregering                  |
| 1970         | Josef Klaus          | 2.051.012 | 44,69 (#2) | 78 / 165 | 7     | oppositie                          |
| 1971         | Hermann Withalm      | 1.964.713 | 43,11 (#2) | 80 / 183 | 2     | oppositie                          |
| 1975         | Josef Taus           | 1.981.291 | 42,95 (#2) | 80 / 183 | 0     | oppositie                          |
| 1979         | Josef Taus           | 1.981.739 | 41,90 (#2) | 77 / 183 | 3     | oppositie                          |
| 1983         | Alois Mock           | 2.097.808 | 43,22 (#2) | 81 / 183 | 4     | oppositie                          |
| 1986         | Alois Mock           | 2.003.663 | 41,29 (#2) | 77 / 183 | 4     | coalitieregering (met SPÖ)         |
| 1990         | Josef Riegler        | 1.508.600 | 32,06 (#2) | 60 / 183 | 17    | coalitieregering (met SPÖ)         |
| 1994         | Erhard Busek         | 1.281.846 | 27,67 (#2) | 52 / 183 | 8     | coalitieregering (met SPÖ)         |
| 1995         | Wolfgang Schüssel    | 1.370.510 | 28,29 (#2) | 52 / 183 | 0     | coalitieregering (met SPÖ)         |
| 1999         | Wolfgang Schüssel    | 1.243.672 | 26,91 (#3) | 52 / 183 | 0     | coalitieregering (met FPÖ)         |
| 2002         | Wolfgang Schüssel    | 2.076.833 | 42,30 (#1) | 79 / 183 | 27    | coalitieregering (met FPÖ)         |
| 2006         | Wolfgang Schüssel    | 1.616.493 | 34,33 (#2) | 66 / 183 | 13    | coalitieregering (met SPÖ)         |
| 2008         | Wilhelm Molterer     | 1.269.656 | 25,98 (#2) | 51 / 183 | 15    | coalitieregering (met SPÖ)         |
| 2013         | Michael Spindelegger | 1.125.876 | 23,99 (#2) | 47 / 183 | 4     | coalitieregering (met SPÖ)         |
| 2017         | Sebastian Kurz       | 1.341.930 | 31,47 (#1) | 62 / 183 | 15    | coalitieregering (met FPÖ)         |
| 2019         | Sebastian Kurz       | 1.789.417 | 37,46 (#1) | 71 / 183 | 9     | coalitieregering (met Die Grünen)  |
| 2024         | Karl Nehammer        | 1.246.676 | 26,27 (#2) | 51 / 183 | 19    | coalitieregering (met SPÖ en NEOS) |

### Europese verkiezingen
De ÖVP behaalde de volgende resultaten bij de verkiezingen voor het Europees Parlement:
| Jaar | Lijsttrekker     | Percentage | Zetels |
| ---- | ---------------- | ---------- | ------ |
| 1996 | Ursula Stenzel   | 29,65%     | 7 / 21 |
| 1999 | Ursula Stenzel   | 30,67%     | 7 / 21 |
| 2004 | Ursula Stenzel   | 32,70%     | 6 / 18 |
| 2009 | Ernst Strasser   | 29,98%     | 6 / 17 |
| 2014 | Othmar Karas     | 26,98%     | 5 / 18 |
| 2019 | Othmar Karas     | 34,55%     | 7 / 18 |
| 2024 | Reinhold Lopatka | 24,52%     | 5 / 20 |

## Afdelingen in de deelstaten
| Afbeelding | Partij                                 | Deelstaat        |
| ---------- | -------------------------------------- | ---------------- |
|            | ÖVP Burgenland                         | Burgenland       |
|            | Kärntner Volkspartei                   | Karinthië        |
|            | Volkspartei Niederösterreich (VPNÖ)    | Neder-Oostenrijk |
|            | Oberösterreichische Volkspartei (OÖVP) | Opper-Oostenrijk |
|            | Salzburger Volkspartei                 | Salzburg         |
|            | Steirische Volkspartei                 | Stiermarken      |
|            | Tiroler Volkspartei (TVP)              | Tirol            |
|            | Vorarlberger Volkspartei (VVP)         | Vorarlberg       |
|            | ÖVP Wien                               | Wenen            |